# Martín Stefanonni Mazzocco
Martín Stefanonni Mazzocco  (San Gregorio Atzompa, Puebla, 30 de abril de 1964) es un abogado y político mexicano, exmiembro del Partido Acción Nacional. Fue diputado local de la LIX Legislatura del Congreso de Guanajuato por el IX Distrito, 2003-2006.
En el 2006 fue elegido diputado federal a la LX Legislatura del Congreso de la Unión de México por el II Distrito Electoral Federal de Guanajuato cargo que desempeñó hasta el año 2009.

## Orígenes
Nacido el 30 de abril de 1964 en Chipilo de Francisco Javier Mina, Puebla. Es hijo de Luis Stefanonni Berra y Librada Mazzocco Piloni.
A los siete años de edad llegó a San Miguel de Allende, Guanajuato junto con sus padres y ocho hermanos, donde se establecieron en el Rancho La Pilarina (donde pasó su infancia) dedicándose a la agricultura y la ganadería.
Stefanonni Mazzocco curso sus estudios elementales en la escuela primaria Damián Carmona en la Comunidad de Los Rodríguez, municipio de San Miguel de Allende, Guanajuato. Realizó su instrucción secundaria y bachillerato en humanidades en el Instituto Las Casas de la Ciudad de San Miguel de Allende.
Está casado desde el año 1986 y tiene tres hijos.

## Trayectoria académica
Martin Stefanonni Mazzocco es Licenciado en Derecho egresado de la Universidad de León (UDL), Plantel San Miguel de Allende, Guanajuato.
En el año 2005 obtuvo un doble Master en Derecho Constitucional reconocido por la Universidad de Barcelona, España y la Universidad de Guanajuato, México. Defendiendo la Tesina: Las Candidaturas Independientes En El Sistema Electoral Mexicano.
Titulado de la Universidad Nacional Autónoma de México, durante 2007-2009 obtuvo una Maestría en Derecho Constitucional y Amparo, por Examen General de Conocimientos para obtención del Título: Defendiendo las Tesinas: Tribunal Constitucional, Gabinete De Sombra Y Barack Obama Y La Política De Integración Para América Latina.
Cuenta con la Especialidad de Notario Público por la Universidad de Guanajuato, Tesis: Diferencia Entre Mandato, Poder Y Representación.
Además ha cursado los siguientes diplomados: Comunicación Política y Marketing por la Universidad George Washington, en Washington D. C., Estados Unidos y XVII Cursos de Postgrado en Derecho en la Especialidad de Derecho Penal por la Universidad de Salamanca, España.
Tras finalizar sus estudios fungió como catedrático universitario de Derecho Agrario y Procesal Agrario en el Centro de Estudios Superiores Allende (2002-2003). Actualmente se desempeña como Abogado postulante particular en el despacho STEFANONNI & ASSOCIADOS.

## Carrera política
Empezó su carrera política en el año 1997 cuando fue elegido Presidente del Comité Directivo de la Unión Agrícola Regional del Estado de Guanajuato. Después fue invitado a afiliarse al Partido Acción Nacional para el Estado de Guanajuato.
En 1997 siendo Gobernador del Estado de Guanajuato, Vicente Fox Quesada, Martin Stefanonni ocupó el cargo de Presidente de la Unión Agrícola Regional del Estado de Guanajuato de Productos Diversos hasta el año 1999, año donde se incorporó al apoyo de la precandidatura para presidente de la República de Vicente Fox Quesada.
Posteriormente, siendo gobernador del Estado Juan Carlos Romero Hicks, Martin Stefanonni fue elegido
diputado local del Congreso del Estado de Guanajuato de la LIX Legislatura por el IX Distrito Electoral, cargo que desempeñó del año 2003 al 2006. Durante su Diputación llevó a cabo la función de Secretario de la “Comisión de Justicia”. Así mismo fue integrante de la “Comisión de Seguridad Pública y Transporte del Estado de Guanajuato”.
En el año 2006 fue elegido como Diputado del Congreso de la Unión de México de la LX Legislatura por el II Distrito Electoral Federal de Guanajuato de Guanajuato, Distrito que abarca los municipios de San Miguel de Allende, Comonfort, San José Iturbide, Doctor Mora y Tierra Blanca. Fungió como Secretario de la Comisión de Seguridad Pública, Secretario del Comité del Centro de Estudios para el Desarrollo Rural Sustentable y la Soberanía Alimentaria, integró el Grupo de Amistad con Rusia, fue integrante de la “Comisión de Recursos Hidráulicos”, e Integrante de la Comisión Especial de Apoyo a los Festejos del Bicentenario de la Independencia y del Centenario de la Revolución.
Stefanonni Mazzocco fue nombrado Director General de Servicios Jurídicos de la Secretaria de Desarrollo Social y Humano del Estado por el entonces Gobernador de Guanajuato Juan Manuel Oliva Ramírez donde sirvió del año 2010 al 2012.

## Otros Cargos Desempeñados y Honoríficos
- Consejero Propietario del Consejo Estatal Electoral para Elegir Gobernador de Guanajuato, del Consejo Municipal Electoral 1995

- Participación en el Curso organizado por el I.F.E. “Los Valores de la Democracia”. Donde obtuvo reconocimiento a nivel nacional

- Participación en la presentación del Cuaderno de Divulgación de Cultura Democrática Num. 13, “Dialogo y Democracia”, impartido por la Doctora Laura Baca Olamendi

- Vocal del Comité Organizador de la Campaña “Limpiemos al Mundo”

- Miembro del Comité Consultivo del Plan Estatal Hidráulico de Guanajuato. –Comisión Estatal de Agua y Saneamiento

- Presidente del Comité Directivo de la Unión Agrícola Regional del Estado de Guanajuato de Productos Diversos 1997-1999

- Presidente del Comité Directivo de la Unión Agrícola Regional Asociación Agrícola Local de S.M.A. 1989

- Consejero Propietario de la Confederación Nacional de Propietarios Rurales para asuntos relacionados con la Tarifa 09 de la Comisión Federal de Electricidad y Regularización de Concesiones de Pozos Profundos y Aguas Superficiales

- Consejero Propietario del Consejo Estatal Agropecuario

- Presidente Comité Directivo de la Asociación Agrícola Local de San Miguel de Allende 1987-2003

- Consejero Propietario Banco de Crédito Rural para la Región Comprendida del Estado de México, Querétaro y Guanajuato 1998-2000

- Vocal Propietario Consejo Estatal Agropecuario 1997-1999

- Director General Jurídico de la Secretaria de Desarrollo Social y Humano del Gobierno del Estado de Guanajuato 2010-2012

- Catedrático en el Centro de Estudios Superiores Allende: Derecho Agrario y Procesal Agrario

- Abogado postulante particular en Despacho Stefanonni & Asociados